# Distretto di Munshiganj
Il distretto di Munshiganj è un distretto del Bangladesh situato nella divisione di Dacca. Si estende su una superficie di 1004,29 km² e conta una popolazione di 1.445.660 abitanti (dato censimento 2011).

## Suddivisioni amministrative
Il distretto si suddivide nei seguenti sottodistretti (upazila):
- Lohajang
- Sreenagar
- Munshiganj Sadar
- Sirajdikhan
- Tongibari
- Gazaria